# Elisiário
Elisiário es un municipio brasileño del estado de São Paulo. La ciudad tiene una población de 3.120 habitantes (IBGE/2010). Elisiário pertenece a la Microrregión de Catanduva.

## Geografía
Está ubicada a una altitud de 494 metros.
Posee un área de 94 km².

### Demografía
Datos del Censo - 2010
Población Total: 3.120
- Urbana: 2.858
- Rural: 262
- Hombres: 1.650[6]
- Mujeres: 1.470

Densidad demográfica (hab./km²): 33,20
Mortalidad infantil hasta 1 año (por mil): 14,33
Expectativa de vida (años): 72,06
Tasa de fertilidad (hijos por mujer): 2,28
Tasa de Alfabetización: 87,53%
Índice de Desarrollo Humano (IDH-M): 0,764
- IDH-M Salario: 0,668
- IDH-M Longevidad: 0,784
- IDH-M Educación: 0,840

(Fuente: IPEADATA)

### Hidrografía
- Arroyo Barra Mansa o del Cubatão

### Carreteras
- Carretera Comendador Chafic Saab

## Administración
- Prefecto: Valdecir Ferreira de Souza (2008/2012)
- Viceprefecto:
- Presidente de la cámara: (2009/2010)